# Podagrion instructum
Podagrion instructum är en stekelart som först beskrevs av Walker 1862.  Podagrion instructum ingår i släktet Podagrion och familjen gallglanssteklar. Inga underarter finns listade i Catalogue of Life.